# Исаково (Невельский район)
Исаково — деревня в Невельском районе Псковской области России. Входит в состав сельского поселения «Лёховская волость».
Находится в 4 верстах к северо-западу от деревни Лёхово и в 28 верстах к юго-востоку от города Невеля.

## Население
Численность населения деревни на конец 2000 года составляла 1 житель.